# Minhlange
Cette page contient des caractères spéciaux ou non latins. S’ils s’affichent mal (▯, ?, etc.), consultez la page d’aide Unicode.
Minhlange (birman : မင်းလှငယ်, mɪ́ɴ l̥ą ŋɛ ; 18 avril 1418 – novembre 1425) fut le sixième souverain du royaume d'Ava, en Haute-Birmanie. Il régna trois mois en 1425. Minhlange avait presque neuf ans quand il monta sur le trône. (Il avait probablement un peu plus de huit ans. La convention birmane traditionnelle compte l'âge depuis la conception : il avait huit ans et était dans sa neuvième année.) Son père le roi Thihathu avait été tué dans une embuscade tendue par des pillards shans de Thibaw (Hsipaw) et organisée par la puissante reine Shin Bo-Me, qui voulait mettre sur le trône son amant Kale Kyetaungnyo, saopha (prince) de Kalaymyo. Trois mois plus tard, Shin Bo-Me empoisonna le jeune roi et nomma Kyetaungnyo à sa place.